# Smażalnia story

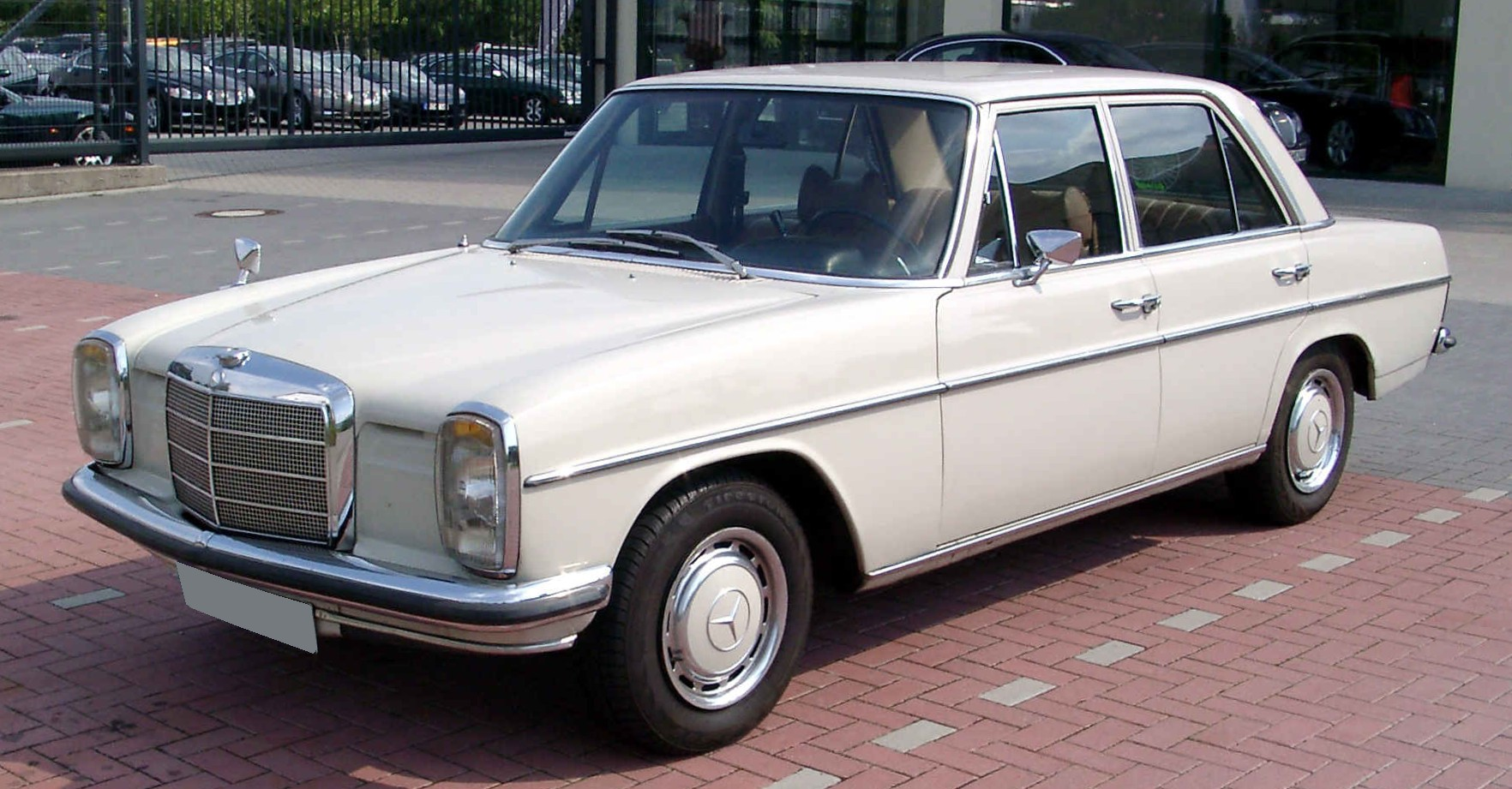
Mercedes-Benz W114/115, samochodem tego typu podróżują „Redaktorek” i „Broda”

Smażalnia – polski film komediowy z 1984 roku.

## O filmie
Lokacje: Goniądz na Podlasiu, Gdynia (night club „Maxim”), Gdańsk. W filmie wystąpił gdański zespół Wały Jagiellońskie. Reżyser obsadził w wielu rolach aktorów niezawodowych.

## Fabuła
Dwaj muzycy, „Redaktorek” i „Broda”, po okresie pobytu zarobkowego w Finlandii wracają promem via Gdańsk do kraju, w którym właśnie trwa stan wojenny. Przywożą ze sobą używanego mercedesa, w którym przemycają na handel modną odzież, a w akordeonie kamerę filmową. Ponieważ gdańska narzeczona „Brody” podczas jego nieobecności znalazła sobie nowego narzeczonego, pierwszy wieczór na ojczystej ziemi spędzają w nocnym lokalu znajomego, Prysleya. Po suto zakrapianej nocy budzą się rano w zepsutym własnym mercedesie, w nieznanej leśnej głuszy. W dodatku okazuje się, że przemycona odzież zniknęła. Przypadkowy patrol wojskowy, w składzie którego znajduje się komisarz wojskowy w stopniu majora, nakłania przejeżdżającego okolicznego mieszkańca Kazika do pomocy przy uruchomieniu samochodu. Oklejony reklamami mercedes, z leżącą na tylnym siedzeniu kamerą filmową, sprawiają, że „Redaktorek” i „Broda” zostają wzięci za redaktorów z telewizji. Kazik bierze ich na hol do nysy i dowozi do swojej miejscowości Baciuty. Tam informacja o przyjeździe telewizji szybko dociera do władz i wywołuje panikę. Naczelnik wydaje polecenie, aby gości przyjęto jak najlepiej, a sprawa ciągnącej się od lat budowy smażalni ryb została starannie ukryta. „Redaktorek” i „Broda” widząc dobre przyjęcie, wcielają się w nowe role, co skutkuje zaproszeniami na bankiety, szaleństwa w saunie czy przejażdżkę motorówką. Przyjezdni stopniowo zapoznają się z różnymi małomiasteczkowymi „kombinacjami”, suto zakrapianymi alkoholem. „Redaktorek” stara się bliżej poznać z miejscową pięknością, Kasią. Kazik ujawnia „redaktorom” sprawę smażalni, która w rzeczywistości ma być willą naczelnika. Tymczasem do miasteczka przyjeżdża na występ Prysley, który demaskuje „redaktorów”. Naczelnik wydaje polecenie zburzenia niedokończonej inwestycji, by zatrzeć wszelkie ślady. Niespodziewanie komisarz wojskowy przywozi do naczelnika prawdziwą ekipę telewizyjną, która filmuje miejscowy bałagan, wobec czego komisarz wojskowy zawiesza naczelnika. „Redaktorek” i „Broda” mercedesem opuszczają Baciuty.

## Obsada
- Zbigniew Buczkowski − Zbynio „Redaktorek”
- Zdzisław Smektała − Zdzisiek „Broda”
- Wiesław Drzewicz − naczelnik Władek
- Wojciech Brzozowicz − magister Jurek
- Ryszard Pietruski − dyrektor fabryki szczotek
- Barbara Zielińska − Basia, sekretarka dyrektora fabryki szczotek
- Tomasz Bartosik − Wituś, prezes GS
- Leon Niemczyk − gminny architekt
- Jan Himilsbach − dyrektor gorzelni
- Alfred Freudenheim − dyrektor POM
- Iwona Kubicz − Kasia
- Edward Kusztal − Kazik, kierowca
- Rudolf Schubert − Pryslej
- Andrzej Połonowicz − Miecio Czerwonko, mechanik
- Andrzej Bartosz − komisarz wojskowy